# Konetontli pattersoni
Espèce
Synonymes
- Vaejovis pattersoni Williams & Haradon, 1980

Konetontli pattersoni est une espèce de scorpions de la famille des Vaejovidae.

## Distribution
Cette espèce est endémique de Basse-Californie du Sud au Mexique. Elle se rencontre dans la Sierra de la Laguna.

## Description
Le mâle holotype mesure 20,5 mm.
Les mâles mesurent de 19,05 à 22,95 mm et les femelles de 21,45 à 25,1 mm.

## Systématique et taxinomie
Cette espèce a été décrite sous le protonyme Vaejovis pattersoni par Williams en 1980. Elle est placée dans le genre Konetontli par González Santillán et Prendini en 2013.

## Étymologie
Cette espèce est nommée en l'honneur de Donald Patterson.

## Publication originale
- Williams, 1980 : « Scorpions of Baja California, Mexico, and adjacent islands. » Occasional papers of the California Academy of Sciences, no 135, p. 1-127 (texte intégral).